# Kommunalwahlen in Thüringen 2018
Die Kommunalwahlen in Thüringen 2018 fanden am 15. April 2018 statt. Dabei wurden in 14 Landkreisen der Landrat, in allen 6 kreisfreien Städten der Oberbürgermeister sowie in 100 kreisangehörigen Thüringer Gemeinden und Städten der hauptamtliche oder ehrenamtliche Oberbürgermeister bzw. Bürgermeister gewählt. Soweit kein Kandidat die Mehrheit der Stimmen erhielt, wurde der Sieger am 29. April 2018 in einer Stichwahl ermittelt.
Es waren 1,58 Millionen Bürger ab einem Alter von 16 Jahren wahlberechtigt.

## Oberbürgermeister
Es wurden Oberbürgermeister gewählt in den Städten:
- Altenburg

In Altenburg traten Katharina Schenk (SPD), André Neumann (CDU) und Frank Schütze (Einzelbewerber) an. Neumann erhielt 55,6 % der Stimmen.
- Eisenach

In Eisenach erreichte Amtsinhaberin Katja Wolf (Die Linke, 47,4 %) die Stichwahl gegen Michael Klostermann (SPD, 19,3 %). Dort gelang der Amtsinhaberin mit 58,0 % die Wiederwahl.
- Erfurt

In Erfurt erreichten Amtsinhaber Andreas Bausewein (SPD, 30,4 %) und Marion Walsmann (CDU, 21,9 %) die Stichwahl. Dort wurde Bausewein mit 58,5 % wiedergewählt. Acht Kandidaten standen zur Wahl.
- Gera

Amtsinhaberin Viola Hahn (parteilos, 20,6 %) hatte fünf Gegenkandidaten. Sie verfehlte die Stichwahl, in die Julian Vonarb (parteilos, 23,5 %) und Dieter Laudenbach (AfD, 21,3 %) einzogen. Vonarb gewann die Wahl mit 69,8 %.
- Gotha

Amtsinhaber Knut Kreuch (SPD) wurde von Jens Wehner (CDU) und zwei weiteren Kandidaten herausgefordert. Er verteidigte sein Amt mit 61,1 % der Stimmen.
- Jena

Von neun Kandidaten, darunter die Autorin und Physikerin Heidrun Jänchen (Piratenpartei), erreichten Amtsinhaber Albrecht Schröter (SPD, 24,5 %) und Thomas Nitzsche (FDP, 27,0 %) die Stichwahl. Dort konnte sich Nitzsche mit 63,3 % gegen Schröter durchsetzen.
- Mühlhausen

Gegen Johannes Bruns (SPD) traten die Herausforderer Ines Goldmann (CDU) und Björn-Guido Kirchner (Einzelbewerber) an. Er verteidigte sein Amt und erhielt 62,7 % der Stimmen.
- Suhl

Neben dem parteilosen Amtsinhaber Jens Triebel (42,5 %) erreichte André Knapp (CDU, 37,9 %) die Stichwahl und konnte sich dort mit 52,4 % knapp gegen den Amtsinhaber durchsetzen.
- Weimar

Amtsinhaber Stefan Wolf (SPD, 21,5 %) unterlag Peter Kleine (parteilos für CDU, 60,3 %).

## Wahl des Landrats
In 14 von 17 Landkreisen wurde der Landrat gewählt.
- Landkreis Altenburger Land

Amtsinhaberin Michaele Sojka (Linke, 26,7 %) und Uwe Melzer (CDU, 37,3 %) erreichten die Stichwahl, die von Melzer mit 68,8 % klar gewonnen wurde.
- Landkreis Eichsfeld

Im Landkreis Eichsfeld verteidigte Amtsinhaber Werner Henning (CDU) mit 82,2 % sein Amt.
- Landkreis Gotha

Um die Nachfolge von Konrad Gießmann bewarben sich Holger Kruse (CDU), Onno Eckert (SPD), Steffen Fuchs (Bündnis 90/Die Grünen), Jens Seeber (FDP) und Klaus Schmitz-Gielsdorf (parteilos). Eckert (37,8 %) und Kruse (24,8 %) erreichten die Stichwahl, in der sich Eckert mit 67,0 % durchsetzte.
- Landkreis Greiz

Landrätin Martina Schweinsburg (CDU) verteidigte ihr Amt mit 65,9 %.
- Landkreis Hildburghausen

Amtsinhaber Thomas Müller (CDU) wurde von Reinhard Hotop (SPD) und Tommy Frenck herausgefordert. Frenck trat für das rechtsextreme Bündnis Zukunft Hildburghausen an. Müller verteidigte sein Amt mit 61,1 % der Stimmen.
- Ilm-Kreis

Petra Enders (Die Linke, 53,6 %) wurde im Amt bestätigt.
- Kyffhäuserkreis

Im Kyffhäuserkreis traten Antje Hochwind (SPD), Jens Krautwurst (CDU) und Björn Hornschu (AfD) an. Hochwind erhielt 57,2 % der Stimmen.
- Saale-Holzland-Kreis

Amtsinhaber Andreas Heller (CDU) hatte drei Herausforderer. Er verteidigte sein Amt mit 53,2 % und kam auf mehr als doppelt so viele Stimmen wie sein zweitplatzierter Mitbewerber.
- Landkreis Schmalkalden-Meiningen

Um die Nachfolge von Peter Heimrich bewarben sich Christiane Barth (CDU), Peggy Greiser (parteilos, unterstützt u. a. von der SPD) und Hartmut Kremmer (parteilos für die FDP). Gewählt wurde Greiser (52,8 %).
- Landkreis Sömmerda

Harald Henning (CDU) trat als Amtsinhaber ohne Gegenkandidat an und erhielt 98,1 % der Stimmen
- Landkreis Sonneberg

Danny Dobmeier (CDU), Hans-Peter Schmitz (parteilos) und Robert Sesselmann (AfD) wollten Nachfolger von Christine Zitzmann werden, die aus Altersgründen nicht mehr kandidierte. Dobmeier (32,5 %) und Schmitz (37,6 %) erreichten die Stichwahl. Dort gewann Schmitz mit 56,2 % der Stimmen.
- Unstrut-Hainich-Kreis

Landrat Harald Zanker (SPD) verteidigte sein Amt mit 56,5 %.
- Wartburgkreis

Im Wartburgkreis erhielt Amtsinhaber Reinhard Krebs (CDU) 71,3 % der Stimmen.
- Weimarer Land

Christiane Schmidt-Rose (CDU), Julian Schwark (SPD) und Simon Ehrenreich (AfD) standen zur Wahl. Schmidt-Rose setzte sich mit 60,4 % der Stimmen durch.